# Markus Kleinheinz
 (Neustift im Stubaital, 27 agosto 1976) è un ex slittinista austriaco.

## Biografia
Iniziò a gareggiare per la nazionale austriaca nelle varie categorie giovanili sia nella specialità del singolo sia in quella del doppio ottenendo sei medaglie, tra le quali tre d'oro, ai campionati mondiali juniores.
A livello assoluto esordì in Coppa del Mondo nella stagione 1994/95, conquistò il primo podio il 20 gennaio 2002 nel singolo a Sigulda (2°) e la prima vittoria il 15 dicembre 2002 sempre nel singolo ad Altenberg. Trionfò in classifica generale nella specialità del singolo nell'edizione del 2002/03.
Prese parte a tre edizioni dei Giochi olimpici invernali, gareggiando sempre nel singolo: debuttò a Nagano 1998 cogliendo la quinta piazza; a Salt Lake City 2002 si classificò in ottava posizione e giunse nono a Torino 2006 in quella che fu la sua ultima gara a livello internazionale.
Ai campionati mondiali ottenne una medaglia di bronzo nella gara a squadre a Lillehammer 1995. Nelle rassegne continentali vinse il bronzo ad Oberhof 1998 sempre nella gara a squadre.

## Palmarès

### Mondiali
- 1 medaglia:
  - 1 bronzo (gara a squadre a Lillehammer 1995).

### Europei
- 1 medaglia:
  - 1 bronzo (gara a squadre ad Oberhof 1998).

### Mondiali juniores
- 6 medaglie:
  - 3 ori (gara a squadre ad Igls 1994; singolo a Lake Placid 1995; singolo a Calgary 1996);
  - 1 argento (doppio a Calgary 1996);
  - 2 bronzi (singolo a Sigulda 1993; gara a squadre a Calgary 1996).

### Coppa del Mondo
- Vincitore della Coppa del Mondo nella specialità del singolo nel 2002/03.
- 19 podi (14 nel singolo, 5 nelle gare a squadre):
  - 3 vittorie (tutte nel singolo);
  - 12 secondi posti (8 nel singolo, 4 nelle gare a squadre);
  - 4 terzi posti (3 nel singolo, 1 nella gara a squadre).

#### Coppa del Mondo - vittorie
| Data             | Luogo     | Paese    | Disciplina |
| ---------------- | --------- | -------- | ---------- |
| 15 dicembre 2002 | Altenberg | Germania | Singolo    |
| 14 novembre 2004 | Altenberg | Germania | Singolo    |
| 27 novembre 2005 | Altenberg | Germania | Singolo    |